# Scott Givens
Scott Gives é presidente da FiveCurrents, empresa que produz espetáculos em estádios, transmissões ao vivo e outros eventos.

## XV Jogos Pan-Americanos Rio 2007
A FiveCurrents foi a empresa contratada para realizar a cerimônia de abertura dos Jogos Pan-Americanos de 2007, Scott foi o produtor executivo da cerimônia.
A abertura dos Jogos ganhou vários prêmios, incluindo o ISEMS Award, no dia 13 de Julho de 2007 a Cerimônia de Abertura foi elogiada pela mídia nacional e internacional, como "espetacular", a mídia venezuelana e mexicana caracterizou: "Parece que estamos vendo abertura das Olimpíadas!".